# Салих Махди Аммаш
Салих Махди Аммаш (1924 — 1983) — иракский военный и государственный деятель, министр обороны (1963), министр иностранных дел Ирака (1963).

## Биография
Вступил в партию Баас в начале 1950 года. Он стал близким соратником Ахмада Хасана Аль-Бакра: они вместе возглавляли центристскую фракцию. Аммаш принял участие в перевороте 1963 года, когда армейские части и баасисты свергли режим премьер-министра Касема. После переворота он занял пост министра обороны страны (февраль-ноябрь 1963), но в ноябре ему пришлось лишиться этой должности в связи с отстранением партии Баас от власти.
После июльского переворота 1968 года Аммаш занимал влиятельные посты министра внутренних дел (1968—1970) и вице-премьера (1970—1971) — совместно с Харданом ат-Тикрити. Кроме того он вошёл в состав партийного регионального и национального командований, а также Совета революционного командования.
В 1980 году Аммаш был назначен послом в Советском союзе.

Отец Худы Салих Махди Аммаш, иракской исследовательницы-биолога.